# 新城守
新城守（1942年8月13日 - ）は茨城県生まれの歌手である。

## 略歴
- 1964年 TBSサンテ10人抜き のど自慢 10人抜き達成後、民謡 初代 浜田喜一に師事。
- 1967年3月 テイチクレコードより「俺の船出は日本晴れ」でデビュー、同年12月、新人賞受賞、ヒット賞受賞。
- 1967年9月～1979年までの13年間、三波春夫と共に日本全国各地を共演。
- 「哀愁高原」「逢いたい人」「利根の舟歌」「東京便り」「北海野郎」「丘は夕焼け」「旅傘ブルース」「明月五丈原」「武田節」「雪子」「悲恋の酒」「泪の夜汽車」「夕焼けが好きなんだ」「別れの盃」「別れの街角」「逢いたいぜ」「花の人生」他、
- 1987年までの20年間で70曲のシングル歌謡曲と60曲の音頭、民謡をリリース、アルバムでは「新城 守 音頭を歌う」「新城 守 歌謡集」「新城 守 民謡集」ほか多数リリース。
- 1968年 日活映画「鮮血の賭場」（主演 高橋秀樹）主題歌 「慕情果てなく」担当、準主役としても俳優デビュー。
- 1972年3月 新城流家元として新城会結成。全国民謡連盟に所属、理事も務めた。新城流門下生が全国大会にて優勝、準優勝を含む上位10位の中に8人を占める黄金時代が続く中、自身の作詞、作曲による「利根の船漕唄」が新城流名取の歌唱で日本一になる。
- 1988年3月 ビクターエンタテインメント移籍。「怒涛船」「木曽路の二人」をリリース。
- 2010年6月 「利根の恋歌」（c/w）「雨の裏町」を徳間ジャパンからリリース。
- 新星堂ヒットチャート1位を記録。通信カラオケDAM、UGA、他にも配信中。
- 同年、「利根の船漕唄」が「みんよう倶楽部、歌が聞こえる風景に..」の中で大きく取り上げられ掲載される。
- 2011年 TV埼玉、千葉TV、とちぎTV、「心の演歌」にレギュラー出演。
- 2012年 ラジオ日本、文化放送、ラジオ地方局等出演中。